# Ядерная программа Южной Кореи
Республика Корея обладает сырьём и оборудованием для производства ядерного оружия, однако пока не принимала решения начать его разработку. В августе 2004 года Южная Корея раскрыла Международному агентству по атомной энергии (МАГАТЭ) масштабы своих секретных программ ядерных исследований, в том числе некоторые эксперименты, которые проводились без обязательной отчётности перед МАГАТЭ, предусмотренной соглашением о гарантиях Южной Кореи. Секретариат МАГАТЭ сообщил Совету управляющих МАГАТЭ о непредоставлении отчётности, однако Совет управляющих МАГАТЭ решил не выносить официального заключения. Южная Корея продолжает проводить заявленную политику нераспространения ядерного оружия и сохранения безъядерного Корейского полуострова. Северная Корея, напротив, имеет и разрабатывает дополнительные виды ядерного оружия.

## Первая ядерная программа
Когда правительство Соединённых Штатов уведомило правительство республики о своем плане вывести американские войска в июле 1970 года, Южная Корея впервые рассмотрела вопрос создания собственной ядерной бомбы. Под руководством южнокорейского Комитета по разработке оружия, страна попыталась получить установки по извлечению плутония, вскоре после вывода 26 000 американских солдат 7-й пехотной дивизии в 1971 году. После падения Южного Вьетнама в апреле 1975 года тогдашний президент Южной Кореи Пак Чон Хи впервые упомянул о своём стремлении заполучить ядерное оружие во время пресс-конференции 12 июня 1975 года. Однако под давлением Соединённых Штатов, Франция решила не поставлять установки по извлечению плутония в Южную Корею. Первая южнокорейская ядерная программа фактически завершилась 23 апреля 1975 года ратификацией Договора о нераспространении ядерного оружия.

## Нынешнее состояние
Правительство Южной Кореи настаивает на том, что её ядерная программа предназначена только для мирных целей.
В 1982 году учёные Корейского научно-исследовательского института атомной энергии провели эксперимент, в ходе которого они получили несколько миллиграммов плутония. Хотя плутоний имеет и другие применения, кроме производства оружия, США позже настояли на том, чтобы Южная Корея не пыталась каким-либо образом перерабатывать плутоний. В обмен на это США согласились передать технологию реакторов и оказать финансовую помощь программе ядерной энергетики Южной Кореи. В 2004 году стало известно, что некоторые южнокорейские учёные продолжали некоторые исследования; например, в 1983 и 1984 годах Корейский научно-исследовательский институт атомной энергии проводил химические эксперименты, связанные с отработанным топливом.
Позже, в ходе эксперимента в 2000 году, учёные обогатили 200 миллиграммов урана до почти оружейного уровня (до 77 процентов) с помощью лазерного обогащения. Правительство Южной Кореи заявило, что эти исследования проводились без его ведома. Хотя уран, обогащённый до 77 процентов, обычно не считается оружейным, теоретически он может быть использован для создания ядерного оружия. Высокообогащённый уран с чистотой 20 % и более может быть использован в ядерной бомбе, но этот путь менее желателен, поскольку для получения критической массы требуется гораздо больше материала; таким образом, корейцам потребовалось бы произвести гораздо больше материала для создания ядерного оружия. Об этом событии и о более раннем извлечении плутония МАГАТЭ не сообщало до конца 2004 года.
После того, как Сеул сообщил о вышеупомянутых инцидентах, МАГАТЭ начало полное расследование ядерной деятельности Южной Кореи. В отчёте, опубликованном 11 ноября 2004 года, МАГАТЭ назвало неспособность южнокорейского правительства сообщить о своей ядерной деятельности предметом «серьёзной озабоченности», но признало, что эти эксперименты никогда не приводили к получению более чем очень малых количеств расщепляющегося материала, пригодного для изготовления оружия. Совет управляющих решил не делать официального вывода о несоблюдении, и этот вопрос не был передан в Совет Безопасности.
Пьер Гольдшмидт, бывший глава департамента гарантий МАГАТЭ, призвал Совет управляющих принять общие резолюции, которые применялись бы ко всем государствам в подобных обстоятельствах, и утверждал, что "политические соображения сыграли доминирующую роль в решении Совета «не делать официального заключения о несоблюдении».
В декабре 2022 года Республика Корея и США договорились о расширении военного сотрудничества. В частности предполагается, что США усилят присутствие своих стратегических ракетных сил на территории Южной Кореи для сдерживания КНДР.
В январе 2023 года президент Южной Кореи Юн Сок Ёль заявил, что в случае дальнейшего ухудшения ситуации с безопасностью, связанной с угрозой со стороны Северной Кореи, Южная Корея рассмотрит возможность создания собственного ядерного оружия или обратится к США с просьбой разместить ядерное оружие в Южной Корее. В 1991 году США вывели всё своё ядерное оружие из Южной Кореи. Заявления президента Южной Кореи прозвучали в ходе брифинга, проведенного министерствами иностранных дел и обороны страны; это первый случай официального признания Южной Кореей возможности создания собственного ядерного арсенала в ответ на северокорейское ядерное оружие. В 2022 году Южная Корея объявила о разработке баллистических ракет подводных лодок; Южная Корея — единственная страна, имеющая БРПЛ и не обладающая ядерным оружием.
В феврале 2023 года лидер партии «Сила народа» Чон Чжин Сук заявил, что Южной Корее может понадобиться ядерное оружие. В марте 2023 года мэр Сеула О Се Хун высказался за то, чтобы у Южной Кореи было ядерное оружие.
В июне 2024 года исследовательский институт стратегии национальной безопасности Республики Корея сообщил, что дружеские отношения России и КНДР вынуждают Республику Корея задуматься о создании собственного ядерного оружия. Кроме того, исследовательский институт подчеркнул, что переговоры о создании и размещении ядерного оружия на территории Республики Корея планируется провести с США в течение текущего года.

## Общественное мнение
В конце 1990-х годов заметное меньшинство южнокорейцев поддерживало усилия правительства по переработке ядерных материалов, хотя лишь небольшое число призывало правительство получить ядерное оружие.
После эскалации Корейского кризиса в 2017 году, на фоне опасений, что Соединённые Штаты могут не решиться защищать Южную Корею от нападения Северной Кореи, опасаясь вызвать ракетную атаку против США, общественное мнение резко изменилось в пользу поддержки создания южнокорейского ядерного арсенала, а опросы показали, что 60 % южнокорейцев поддерживают создание ядерного оружия.